# نبيل القروي
نبيل القروي ولد في (1 أغسطس 1963 بمدينة بنزرت) وهو رجل أعمال وسياسي تونسي، كان المرشح الفائز بالمركز الثاني في الجولة الأولى بالانتخابات الرئاسية التونسية لعام 2019، وخسر الجولة الثانية من الانتخابات لصالح قيس سعيّد الذي فاز برئاسة الجمهورية. يعد أحد اللاعبين الرئيسيين في المشهد الإعلامي التونسي ومؤسس قناة نسمة. كان له دور سياسي بارز سنة 2014 عبر التوجه الإعلامي الذي كرسه لصالح حزب نداء تونس وفوز مرشحه بالرئاسة.

## المسيرة

### ريادة الأعمال
تدرب في التسويق والمبيعات في شركات متعددة الجنسيات. بعد أن سافر إلى جنوب فرنسا للعمل في شركة في كولغيت - بالموليف، انضم إلى قسم المبيعات والتسويق في هنكل. هناك اتصلت به شركة توظيف للانضمام إلى الوحدة الدولية لقناة كنال + التي بدأت في إنشائها في شمال إفريقيا. التحق بها كأول موظف في فرع شركة شمال أفريقيا، حيث تمكن من المبيعات لمدة عامين. في عام 1996، أنشأ وكالة الاتصالات KNRG مع شقيقه غازي.
انضم بعد ذلك إلى شقيقه غازي وأسسوا معًا، في عام 2002، مجموعة دولية مستقلة من وسائل الإعلام والإعلان، قروي وقروي. على رأس المجموعة وبعد نجاح أول مكتب في المغرب، افتتح على التوالي مكاتب في الجزائر، الرياض، الخرطوم، نواكشوط وطرابلس. أصبحت مجموعته الآن معترف بها دوليًا لإبداعه وأفكاره المبتكرة، والتي أكسبته العديد من الجوائز من الجمهور والمهنيين.
بالتوازي مع التطور الدولي، تنتهج سياسة التنويع وإنشاء فروع فرعية للإنتاج السمعي البصري، والتفاعل الرقمي، والعرض الحضر، والتسمية الموسيقية. في عام 2009، تولى منصب شركة التلفزيون التابعة للمجموعة، نسمة.
يستعمل القروي قناته الموجهة للمغرب العربي خصوصا، في إثبات جدواه، حيث انه يتعهد من خلال العنصر الثقافي: بجلب حياة جديدة إلى التراث الموسيقي المغاربي وينتج البرنامج التلفزيوني ستار أكاديمي المغرب الكبير حيث يعيش شباب شمال إفريقيا معًا ويتعرفون سريعًا على بعضهم البعض، مما يثبت أن الحواجز التي تعترض الاتحاد هي سياسية فقط. من عام 2016، سافر إلى أنحاء الجمهورية التونسية، بما في ذلك المناطق الأكثر حرمانًا لمقابلة هؤلاء السكان، ويقدم لهم الضروريات الأساسية والرعاية الطبية
في 25 أبريل 2019، تم الاستيلاء على معدات نسمة بناءً على طلب الهيئة العليا المستقلة للاتصال السمعي البصري، والتي تشير إلى أن القناة تبث دون ترخيص منذ عام 2014 وبعد محاولات متعددة لإيجاد حل مع هذا سلسلة. في 23 أغسطس، تمنع الهيئة العليا المستقلة للاتصال السمعي البصري والهيئة العليا المستقلة للانتخابات نسمة التي تبث بدون ترخيص، من تغطية الحملة الانتخابية.

## العمل السياسي

### البدايات

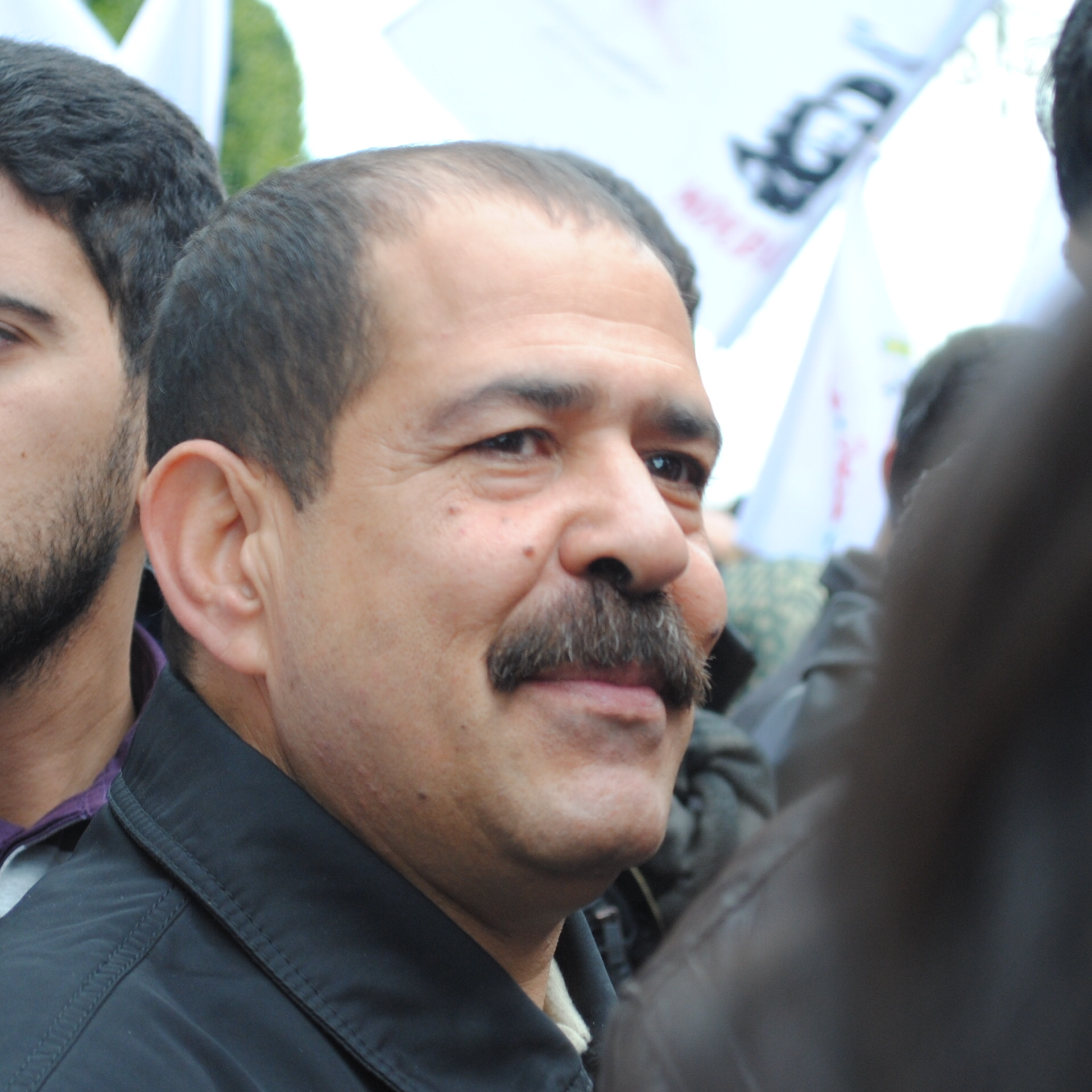
شكري بلعيد محامي نبيل القروي. قتل يوم 6 فبراير 2013

في 30 ديسمبر 2010 عندما هزت الاضطرابات منطقة سيدي بوزيد في وسط تونس ووضعت وسائل الإعلام من قبل نظام زين العابدين بن علي، يتعهد ببث نقاش سياسي على قناته الترفيهية، يتم الكشف عن حقيقة الوقائع لأول مرة للجمهور من قبل وسائل الإعلام المحلية. خلال الثورة التونسية في 2011 تحول القناة إلى قناة إخبارية تصبح مرجعًا في المشهد الإعلامي التونسي. بعد ذلك بث نبيل القروي مقابلة مع الباجي قايد السبسي، وهو شخصية غائبة عن المشهد السياسي لأكثر من عشرين عامًا. بعد هذه المقابلة طُلب منه تولي منصب رئيس وزراء في مرحلة انتقالية.
في 9 أكتوبر 2011 تبث قناته فيلم برسيبوليس، حاول حوالي 200 من السلفيين حرق مقر قناة نسمة قبل مهاجمة منزله بعد بضعة أيام، ونتيجة لذلك تتم محاكمته بسبب تقويض قيم المقدسات أثناء «محاكمة برسبوليس»، وهي محاكمة لها تداعيات في الخارج. إذا كان يواجه عقوبة السجن لمدة تصل إلى ثلاث سنوات، فقد حُكم عليه أخيرًا في 3 مايو 2012 بدفع غرامة قدرها 2400 دينار تونسي، لكنه يحتفظ بالحق في الاستئناف. في المحاكمة تسبب خطاب شكري بلعيد، زعيم اليسار ومحامي نبيل قروي، ضجة كبيرة. تغطي نسمة الحدث ويستقيل رئيس الحكومة. يتم قتل شكري بلعيد لاحقا.

### حزب نداء تونس

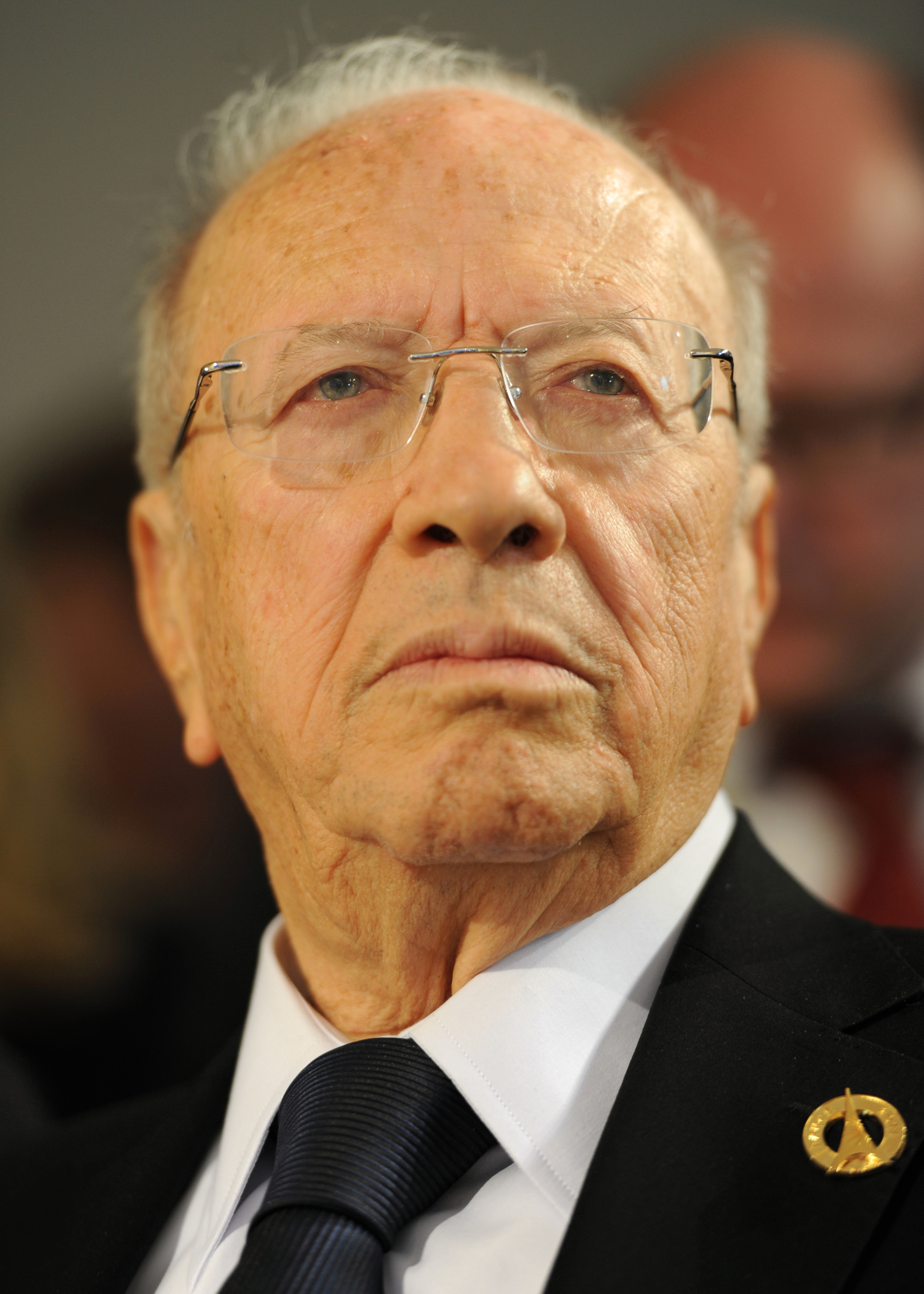
الباجي قايد السبسي زعيم حزب نداء تونس.

بعد انتصار حزب حركة النهضة في انتخابات المجلس التأسيسي، أطلق مع الباجي قايد السبسي ومجموعة صغيرة من الشخصيات السياسية، مشروعا لإنشاء حزب سياسي لمجابهة حركة النهضة الحاكمة آنذاك.
اعتبره البعض العقل المدبر ومنظم لقاء باريس بين الشيخين عام 2013 ، بين راشد الغنوشي، زعيم حركة النهضة، والباجي قايد السبسي، مثل اللقاء أحد مفاتيح الخروج من الأزمة السياسية القائمة والذهاب بالبلاد نحو سياسة التوافق.
في أقل من عامين أصبح نداء تونس أول تشكيل سياسي في البلاد، جسدها بالفوز في الانتخابات البرلمانية في أكتوبر 2014 بأغلب المقاعد، بالإضافة لفوز مرشح الحزب في الانتخابات الرئاسية، وساهم القروي بقسط من هذا النجاح عبر ذراعه الإعلامية وتنصيبه رئيس حملة الباجي قايد السبسي، خلال موقعه السياسي في البلاد دعم القروي حافظ قائد السبسي نجل الرئيس، في الكفاح من أجل قيادة الحزب وأصبح لاحقا عضوًا في مجلسه التنفيذي في يناير 2016، بعد مساعدته في عزل محسن مرزوق، ومع ذلك أمام الخلافات التي نشأت مع حافظ قايد السبسي، جمدت عضويته في الحزب في أبريل 2017، ثم سرب على شبكات التواصل الاجتماعي فيديو حيث يقول إنه يريد حل وسط منظمة غير حكومية تحارب الفساد، ثم استهدف الإخوان نبيل القروي قبل عام بتهمة التهرب الضريبي وعدم سداد قرض إلى بنك الإسكان.

### حزب قلب تونس

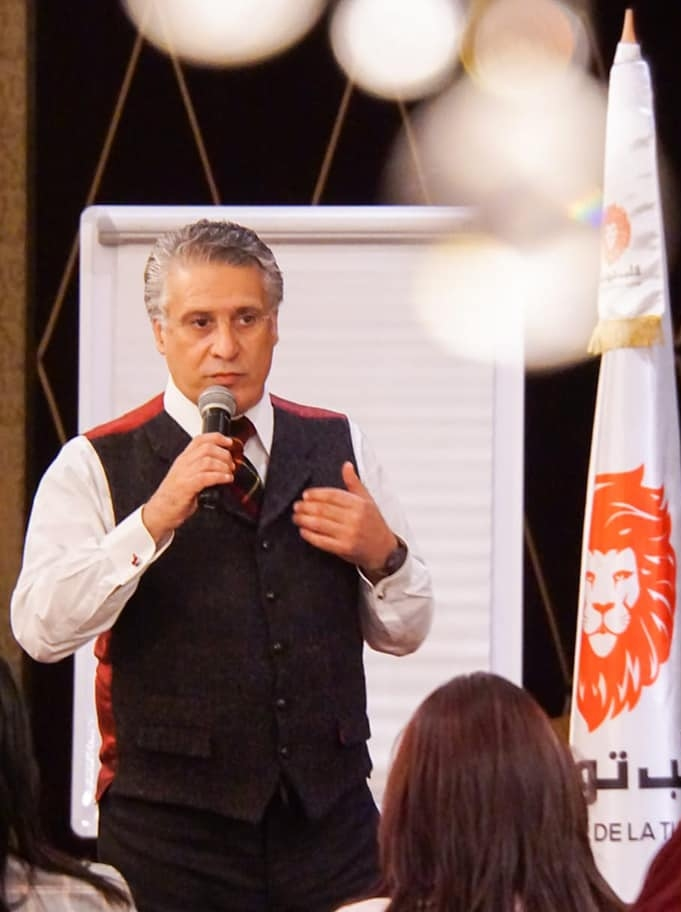
القروي عام 2020

في يونيو 2019 أعلن ترشيحه للانتخابات الرئاسية، التي هو على رأس توقعات كل التونسيين. في 18 يونيو 2019 تم اعتماد تعديلات مثيرة للجدل صلب المجلة الانتخابية تهدف إلى منع ترشح كل من ثبت استعماله واستغلاله للجمعيات لغايات سياسية، بالإضافة إلى كل من قام بخطاب ضد الديمقراطية، أو استفادوا من التمويل الأجنبي أو الإعلانات السياسية خلال الإثني عشر شهرًا التي سبقت الانتخابات أو لديهم سجل إجرامي. في 25 يونيو قدم 51 نائبا من نداء تونس والجبهة الشعبية رفض بعدم دستورية القرار، في نفس اليوم أصبح رئيسًا لحزبه الجديد قلب تونس، كان يُطلق عليه سابقًا اسم الحزب التونسي للسلام الاجتماعي.
في يوليو 2019 أعلن أن حزبه يقدم مرشحين في الانتخابات التشريعية في 33 دائرة انتخابية، وقائمته المكونة من 8 نساء و 25 رجلاً بمن فيهم بعضهم من نداء تونس مثل رضا شارف الدين. على الرغم من إلقاء القبض عليه إلا أن ترشيحه لا يزال مستمراً، حيث لم تصدر ضده أحكام من قبل المحاكم، ولا يحرم من حقوقه المدنية.
في 9 أغسطس 2019 تم تثبيته من قبل الهيئة العليا المستقلة للإنتخابات لأنه بدأ حملته قبل الموعد الرسمي في 28 أغسطس، وللأسباب نفسها طلبت من فريق حملتها إزالة الملصقات التي تحمل شعار «لن يمنعنا السجن... أراك يوم 15 سبتمبر».

### الترشح للانتخابات الرئاسية

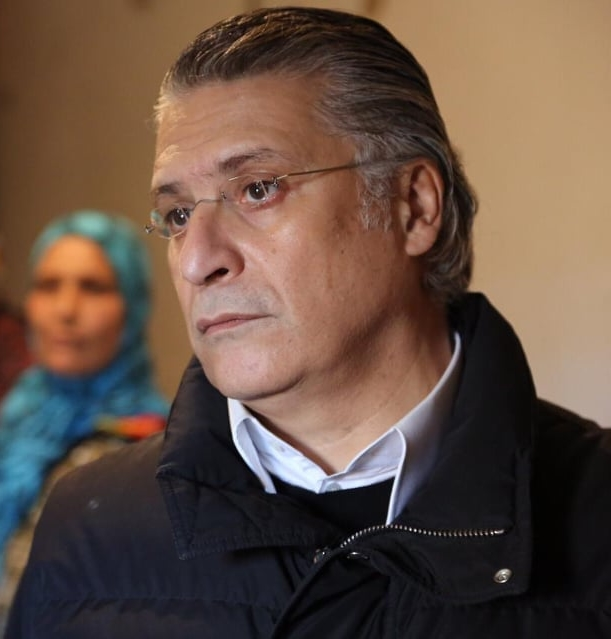
نبيل القروي إبان زيارته إحدى القرى في تونس

في 27 مايو 2019، وخلال حوار له على قناة نسمة، أعلن نبيل القروي نيته الترشح للانتخابات الرئاسية 2019 قائلا «قرّرت أن أكون صريحا وصادقا وشفافا مع التونسيين من خلال إعلان نيتي رسميا تقديم نفسي مرشحا للإنتخابات الرئاسية لسنة 2019».
عقب وفاة الرئيس الباجي قايد السبسي، ٱعلن تقديم موعد الانتخابات. وقدم القروي أوراق ترشحه رسميا في أغسطس 2019.
ٱلقي عليه القبض في 23 أغسطس 2019 بتهم تهرب ضريبي وغسل الأموال كانت قد أثارتها منظمة أنا يقظ بينما اتهم حزب قلب تونس رئيس الحكومة آنذاك يوسف الشاهد والذي كان مرشحا أيضا للانتخابات الرئاسية بإستهداف القروي والسعي لإقصائه من السباق الرئاسي.
أعلنت الهيئة العليا المستقلة للانتخابات، الثلاثاء 17 سبتمبر 2019، النتائج الأولية للانتخابات وحصول القروي «من داخل محسبه» على المرتبة الثانية بنسبة %15.85 ومروره للجولة الثانية والتي ٱفرج عنه قبل إجراءها بأيام. لكنه أخفق في الحصول على كرسي الرئاسة بعد إحرازه على نسبة %27.29 وفوز منافسه قيس سعيد.

### ما بعد إجراءات 25 يوليو 2021
في 25 يوليو 2021، علّق الرئيس التونسي قيس سعيد إختصاصات مجلس نواب الشعب الذي كان نبيل القروي رئيس ثاني أكبر حزب فيه، واختفى بعدها القروي عن الأنظار بحيث خرجت إشاعات تقول إنه غادر البلاد نحو فرنسا في ظل أنباء آنذاك عن منع جميع رؤساء الأحزاب من مغادرة البلاد. وكان قد أعلن حزب قلب تونس الذي يرأسه القروي رفضه إجراءات 25 يوليو ووصفها بـ«الإنقلاب».
قالت وسائل إعلام جزائرية في أغسطس 2021، أن نبيل القروي قد ٱلقي القبض عليه رفقة شقيقه غازي في منزل في مدينة تبسة الجزائرية وذلك بعد عبورهما الحدود التونسية الجزائرية بشكل غير شرعي.
لكن في 25 أكتوبر 2021، أخلى القضاء الجزائري سبيل الأخوين القروي، وبعدها بأقل من شهر تداول رواد مواقع التواصل الإجتماعي صورا لهما في إسبانيا بعد مغادرتهما الجزائر.

## المحاكمات والتتبعات القضائية

### قضايا فساد:غسيل أموالوتهرب ضريبي
في عام 2016 وجهت منظمة أنا يقظ «الحقوقية» مجموعة من الاتهامات ضد نبيل القروي تتعلق بغسل الأموال والاختلاس، من خلال شركات الواجهة. في عام 2017 تم نشر تسريب يظهر فيه القروي وهو يدعو إلى مهاجمة المنظمة غير الحكومية أنا يقظ، والذي ينعت أعضاءها بالـ«خونة» و«عملاء من الخارج»، ويدعو إلى نشر تقرير زائف ضدهم (يبرره على كونه رد فعل «ساخنة»).
في 8 يوليو 2019 كجزء من الاتهامات الموضوعة من عام 2016، وُجهت إليه تهمة غسل الأموال مع شقيقه غازي القروي، وتم تجميد ممتلكاته ومنع من مغادرة البلاد. قُبض عليه في 23 أغسطس 2019 بعد مذكرة توقيف صادرة عن شعبة الاتهام التابعة لمحكمة الاستئناف بتونس. ندد حزبه عبر بيان «الممارسات الفاشية». في 3 سبتمبر 2019 عند الاستئناف تم اعتقاله.
وفي صباح يوم الإربعاء 9 أكتوبر 2019 قررت محكمة التعقيب الإفراج عن نبيل القروي من السجن فورا، وذلك بعد قبول التعقيب الذي قدمه محاموه شكلا، وفي الأصل قضت بنقض القرار المطعون فيه دون إحالة وإبطال قرار الإيقاف التحفظي والإذن بالإفراج عن المعقب نبيل القروي من سجن إيقافه بالمرناقية، كان ذلك قبل إجراءه الجولة الثانية من الانتخابات الرئاسية التونسية 2019 بـ 4 أيام فقط.

### قضية «اجتياز الحدود بطريقة غير مشروعة»
بعد إعلان السلطات الجزائرية رسميا القبض عليهما، أصدرت المحكمة الابتدائية بالقصرين، مذكرة تفتيش في حق كل من نبيل وغازي القروي بعد اتهامهما بـ«اجتياز الحدود البرية بطريقة غير قانونية».
أصدرت محكمة الناحية بتالة من ولاية القصرين، الجمعة 3 نوفمبر 2022، حكما غيابيا يقضي بسجن الشقيقين نبيل وغازي القروي لـ6 أشهر مع النفاذ العاجل وذلك بعد إدانتهما بتهمة «إجتياز الحدود التونسية الجزائرية خلسة».

### قضية «تلقي تمويل أجنبي بشكل غير قانوني لدعم حملته في انتخابات 2019 الرئاسية»
أصدرت محكمة الفساد في يناير 2024 عقوبة السجن ثلاث سنوات بحق نبيل القروي بتهم تلقي تمويل أجنبي بشكل غير قانوني أثناء حملته الانتخابية للرئاسة عام 2019م.

## انتقادات
- حذّر محسن مرزوق رئيس حركة مشروع تونس من وصول نبيل القروي إلى كرسي الحكم كما وصفه بـ”مُرشّح المافيا”، حيث يستغل الأخير قناته التلفزية لأهداف شخصية ويسوق لنفسه كونه «حاميا للفقراء» وفق ما صرح به مرزوق.[71][72]
- اتهم رئيس حركة النهضة راشد الغنوشي، المرشح الرئاسي نبيل القروي بالشعبوية وبإستغلال الفقراء من باب العمل الخيري في إشارة لجمعية خليل تونس الخيرية المملوكة لنبيل، كما دعى الغنوشي أنصاره لعدم التصويت لمن أسماهم بـ«الشعبويين الذين برزوا فجأة».[73]
- قال المكلّف السّابق بجمعية “خليل تونس” رياض السبوعي خلال حضوره بأحد البرامج على قناة التاسعة، أن نبيل القروي حاول مقايضة المهمشين والفقراء المنسيين بإعانات مقابل منحه أصواتهم في الانتخابات.[74]
- في أغسطس 2019، انتشر تسريب صوتي منسوب لرئيس حزب قلب تونس نبيل القروي، تضمن الكشف عن خطة يعدها القروي مع بعض موظفي قناة "نسمة" لإعداد تقارير إعلامية على القناة من أجل اتهام نشطاء «أنا يقظ» بالعمالة للخارج وتشويه سمعتهم أمام الرأي العام كما تضمن التسريب مقترحًا بزرع جهاز تتبّع وتنصّت في سيارة المدير التنفيذي السابق لـ«أنا يقظ» مهاب القروي، وهذا الأخير كان هو السبب في إثارة قضايا الفساد بحقه على القضاء.[75]
- يشير معارضو القروي، لعلاقاته المتشعبة التي يملكها في الخارج بالجيش الجزائري والإسلامي الليبي عبد الحكيم بلحاج.[76][77][78][79]
- كشفت إحدى الوثائق التي نشرتها وزارة العدل الأمريكية، قُبيل إجراء الجولة الثانية من الانتخابات الرئاسية، عن تعاقد القروي مع إحدى شركات «اللوبيينغ»[ا] الكندية والتي يديرها ضابط سابق بالموساد «الإسرائيلي»، بغية مساعدته على الحصول على كرسي الرئاسة، وترتيب مقابلات له مع زعماء كبار في العالم على غرار ترامب وبوتين.[80][81] مما أثار غضبا عارما لدى الرأي العام التونسي، كما ذهب حزب التيار الديمقراطي إلى إقامة دعوى قضائية ضد القروي بتهمة «التخابر مع جهات أجنبية» و«تجاوز السقف الانتخابي»،[82] ومن جهته فند القروي كافة التهم وشجب زج اسمه في كل هذه القضايا، وعبر عن وقوفه الدائم مع الشعب الفلسطيني ونضالته وأن الدعاوى التي تتوارد وتتعالى حول دعمه من قبل قوى صهيونية هي مجرد افتراءات وحملات تشويه تقوم ضده.[83] حسب ما ذكرته الوثائق فإن شخص يدعى «محمد بودربالة» هو من أمضى على عقود «اللوبيينغ» بينما أكدت مواقع إخبارية أنه شخصية وهمية.[84]

## الحياة الخاصة
نبيل له طفلان، ابنة وابن، ابنه خليل توفي في 21 أغسطس 2016 في حادث سيارة على طريق قمرت. زوجته سلوى سماوي المديرة الإقليمية السابقة لمايكروسوفت في الشرق الأوسط وأفريقيا، دفن ابنهم في 23 أغسطس 2016 في قرطاج.